# Aeroportul Fukue
Aeroportul Fukue (IATA: FUJ, ICAO: RJFE) este un aeroport din Gotō, Nagasaki, Prefectura Nagasaki, Japonia ce deservește zona Gotō. Aeroportul a fost tranzitat în 2023 de 174.946 de pasageri. A fost numit după Fukue Island⁠(d).
Situat la o altitudine de 77 m, aeroportul dispune de 1 pistă.

## Infrastructură

### Piste
Aeroportul dispune de o singură pistă. Pista 03/21 are suprafața de asfalt și dimensiunile 2.000 m × 45 m. 